# Cavussurella
Cavussurella is een geslacht van uitgestorven kreeftachtigen uit de klasse van de Ostracoda (mosselkreeftjes).

## Soort
- Cavussurella grammi Sohn in Sohn & Sando, 1987 †